# Dwór w Wydrnej
Dwór w Wydrnej – zabytkowy dwór otoczony parkiem, wybudowany prawdopodobnie w 1845, znajdujący się w miejscowości Wydrna w powiecie brzozowskim.

## Opis
Dwór tak zwany dolny został wzniesiony prawdopodobnie w 1845 z inicjatywy jednego z braci Sękowskich, Jana Edwarda, władającego folwarkiem obejmującym dolną część wsi. Skrzydło zachodnie zostało dobudowane w 2 połowie XIX wieku przez Franciszka Gedla, ożenionego z córką Sękowskiego. Usytuowany na zboczu opadającym w kierunku południowo-zachodnim. To budynek murowany z kamienia i cegły, parterowy na wysokim cokole, częściowo podpiwniczony, z użytkowym poddaszem. Zbudowany został na rzucie litery L, przy czym krótszy bok to dobudowane w okresie późniejszym skrzydło. Wejście do dworu prowadzi przez czterofilarowy podcień usytuowany na osi starszej części budynku, nad którym znajduje się facjata z balkonem. Dwór ma dach czterospadowy z mansardowymi facjatami w części głównej, kryty dachówką ceramiczną. Od strony płd.-wsch. znajduje się dobudowany taras kryty stropodachem. Przy elewacji północnego skrzydła znajduje się drewniana przybudówka.
Wnętrze dworu zachowało oryginalny układ pomieszczeń, w większości stolarkę okienną i drzwiową, podłogi z desek dębowych ułożonych w kwadraty oraz piece.
Dwór otoczony jest rozległym parkiem ze starodrzewem z 1 poł. XIX w., którego główny człon stanowią graby i lipy. Zachowała się aleja grabowa o szerokości około 4 m, przy której rośnie dąb – pomnik przyrody.

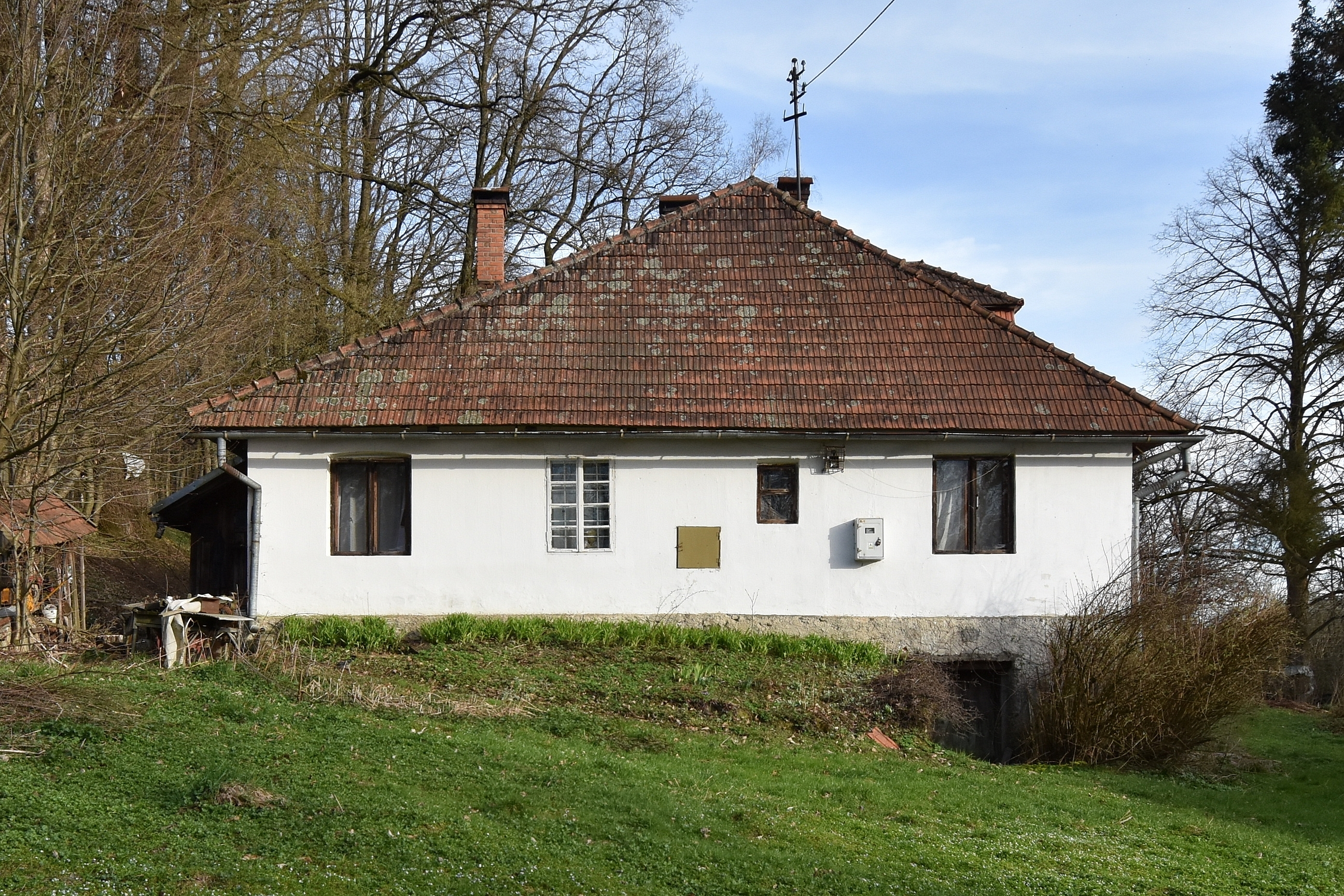
Elewacja boczna
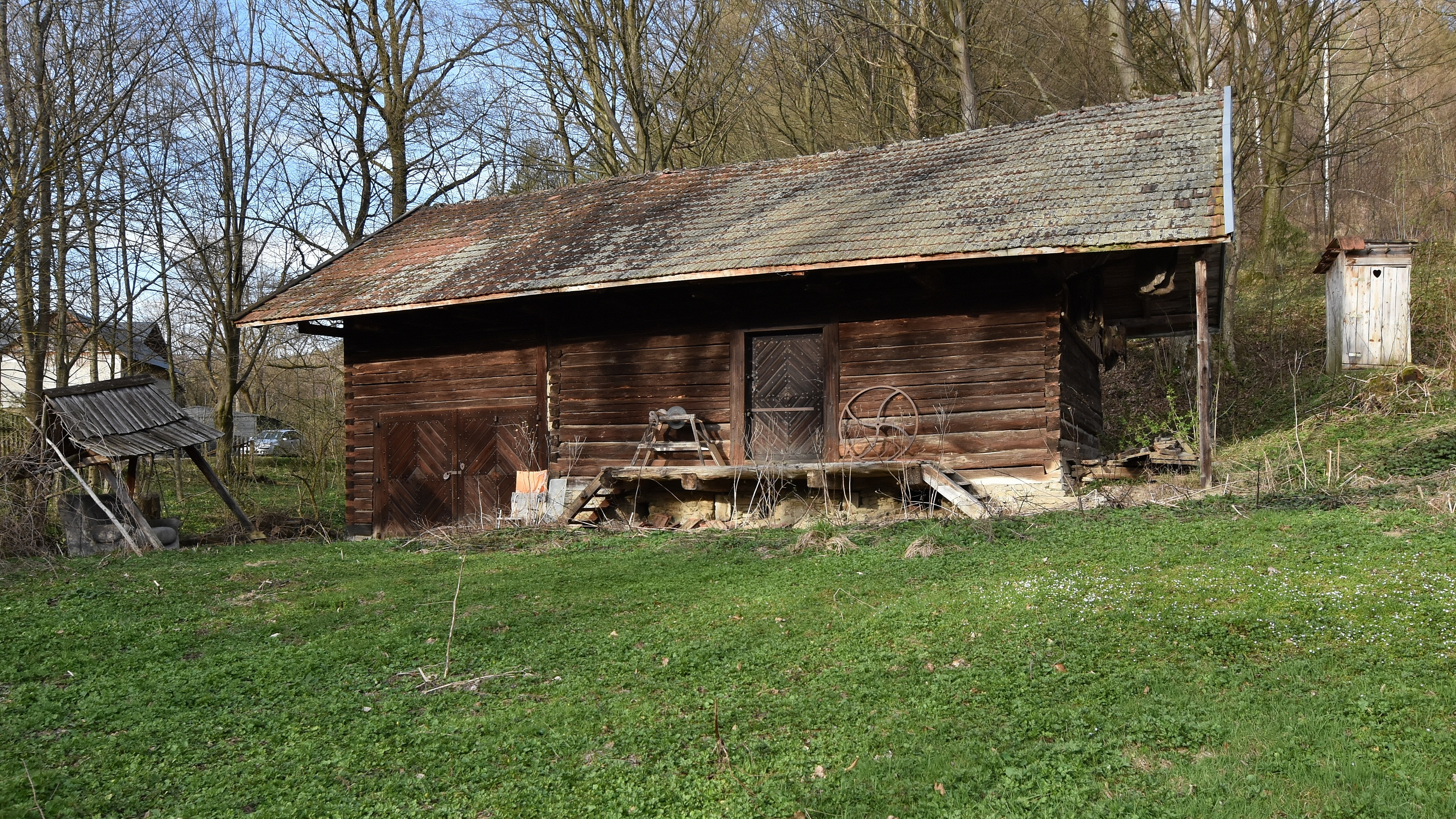
Spichlerz
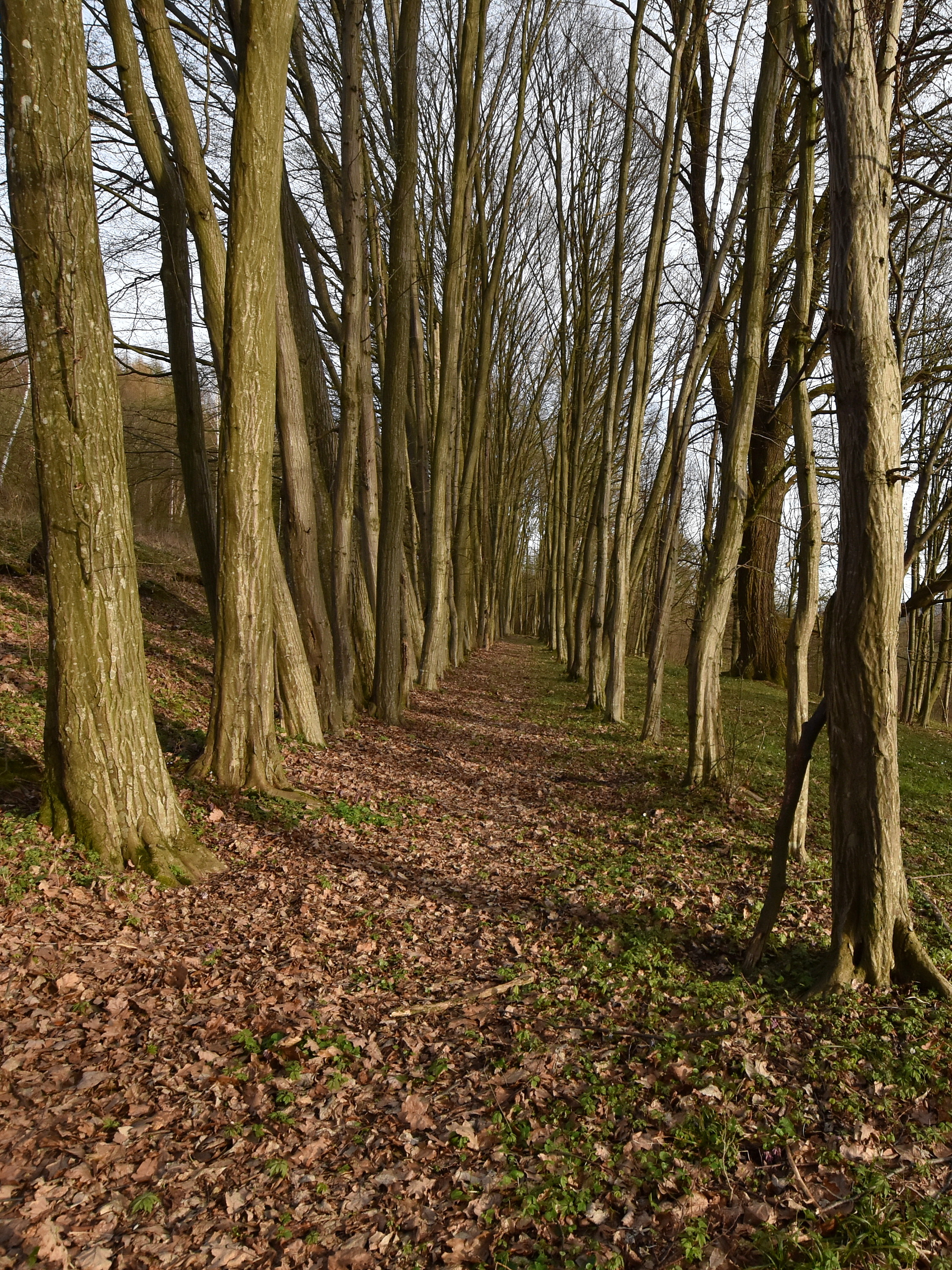
Aleja grabowa